# Малиновский, Родион Яковлевич
Родио́н Я́ковлевич Малино́вский (11 (23) ноября 1898 (по документам) / 10 (22) ноября 1898 (по метрической книге), Одесса, Одесский уезд, Херсонская губерния, Российская империя — 31 марта 1967, Москва, РСФСР, СССР) — советский военачальник и государственный деятель, Маршал Советского Союза (1944), дважды Герой Советского Союза (1945, 1958), кавалер Ордена «Победа» (1945). Министр обороны СССР (1957—1967).
Народный герой Югославии (1964). Член ЦК КПСС (1956—1967).

## Биография

### Происхождение
Родился вне брака: мать — Варвара Николаевна Малиновская (в браке с 1910 года — Залесная; 1879—1954), украинка, крестьянка Шпиковской волости Брацлавского уезда Подольской губернии, отец — Яков (в метрической записи имя отца отсутствует). Дед — Николай Антонович (Антониевич) Малиновский (умер в 1902) служил объездчиком в селе Ворошиловка Тывровской волости Винницкого уезда.
Существует несколько версий о том, кем был его отец. Как говорил сын Малиновского Роберт, «военный корреспондент лондонской „Санди Таймс“ Александр Верт, встречавшийся в 1943 году с командармом Малиновским, писал со слов маршала: „Красивая девушка Варя влюбилась в караима-землемера Якова, на много лет старше её. Он хотел на ней жениться, но его убили в Одессе ещё до рождения её сына“. По другим данным, моим дедом был не землемер, а сапожник Янкель (Яков), не пожелавший узаконить свои отношения с Варей». Существует также версия, что отец — Яким (Яков) Иванович Бунин (род. 1837), одесский полицмейстер (1882—1902), из потомственных дворян Тамбовской губернии, участник обороны Севастополя, полковник, вышедший в отставку в чине генерал-майора и умерший в 1902 году. Эта маловероятная версия косвенно (так как могла быть выдумкой обиженной женщины) связана с жалобой первой жены Малиновского, направленной в 1954 году в Центральную избирательную комиссию по выборам в Верховный Совет СССР. В автобиографии Родион Яковлевич записал следующее: «Я родился в 1898 году 23 ноября по новому стилю в городе Одессе, отца своего не знаю, в моей метрике было написано „незаконнорождённый“». В 1903/1904 году Варвара Николаевна переехала в село Сутиски Тывровской волости, работала сначала кухаркой в земской больнице, а в 1908—1909 году служила экономкой в имении графа Гейдена, где познакомилась со своим будущим мужем Сергеем Исануровичем Залесным (умер в 1937), работавшим лакеем в имении. После свадьбы жила в родном селе мужа Клещове до 1944 года, а затем вместе с дочерью в Виннице.
В 1902 году будущего маршала отправили к родственнице матери, Вере Николаевне Малиновской, которой тогда было около 50 лет. Она была врачом и преподавателем в Мариупольской женской гимназии В. Остославской и, по всей вероятности, также в детском приюте. Большую часть времени они жили в Мариуполе, где Родион, вероятно, учился в гимназии или в реальном училище, а лето проводили в имении Веры Николаевны под Черниговом. Там старожилы помнили её и Родиона Яковлевича ещё в 1960-е годы. И именно здесь будущий маршал выучил украинский язык и украинские песни. В советских анкетах он отмечался как «украинец».

### Первая мировая война
В одиннадцатилетнем возрасте ушёл из дома в день свадьбы матери. По версии старшего сына Малиновского, отчим отказался усыновить его, и поэтому Родиона воспитывала сестра его мамы, Наталья Николаевна, жившая под Одессой, в селе Юрковка. И, наконец, по собственному утверждению самого Р. Я. Малиновского в одной из его автобиографий, «отчим выгнал меня из дома». В Юрковке он нанялся батраком к местному помещику, а через два года Родиона забрали в Одессу другая сестра его матери Елена Николаевна и её муж Михаил Александрович Данилов, который определил Родиона в галантерейный магазин купца Припускова (на Торговой улице) мальчиком на побегушках. Во время работы в магазине Родион начал самостоятельно учить французский язык.
В августе 1914 года, не достигнув ещё и 16 лет, не имея документов и приписав себе возраст, в эшелоне Елисаветградского пехотного полка отправился на фронт Первой мировой войны. По малолетству Родиона собирались возвратить домой, но он уговорил оставить его и в конце концов был зачислен подносчиком патронов в пулемётную команду 256-го Елисаветградского пехотного полка 64-й пехотной дивизии. Первый бой дивизия приняла 14 сентября на берегу реки Неман. Первую боевую награду — Георгиевский крест IV степени — он получил (уже как наводчик пулемёта) в июле 1915 года: приказ № 223, параграф 4; номер креста — 54850. В октябре 1915 года был тяжело ранен под Сморгонью (два осколка попали в спину, один — в ногу). Также был произведен в чин ефрейтора. В октябре 1915 — феврале 1916 годов находился на лечении в Ермаковском госпитале в Москве, затем — в Казани. По выздоровлении был откомандирован в Ораниенбаум, где формировался запасной пулемётный полк.
С 1916 года в составе 1-й бригады экспедиционного корпуса Русской армии во Франции воевал на Западном фронте. 16 апреля 1917 года в первый же день наступления русских частей в районе форта Бримон был серьёзно ранен в руку. Попал в военный госпиталь в г. Реймсе, где с трудом уговорил хирурга не ампутировать ему кисть. Врач отправил его в английский госпиталь в г. Эперне, где английский хирург сделал ему сложную по тем временам операцию, которая позволила сохранить руку. После неудачного наступления французской армии, получившего название «бойни Нивеля» по имени командующего французской армией, в русских и французских частях стали расти недовольство и революционные настроения под влиянием новостей из России. В том наступлении только русские части достигли успехов в ожесточённых боях за форт Бримон и деревню Курси, снискав себе славу и уважение французов. Французское командование из-за больших потерь и распространения в частях революционных идей решило отвести русские бригады с фронта. Летом 1917 года часть русских солдат 1-й и 3-й бригад, размещённых в военном лагере Ла-Куртин, подняли восстание с требованием отправки в Россию. Восстание было подавлено в сентябре 1917 года не примкнувшей к бунту частью русского экспедиционного корпуса. Родион Малиновский в этих событиях не участвовал, так как из-за открывшегося незадолго до восстания кровотечения из раны на руке находился в госпитале в г. Сен-Серван.
После подавления восстания русские части были расформированы. Родион после лечения в госпитале записался в Русский Легион Чести, укомплектованный рядом русских бойцов с опытом службы во Французском Иностранном легионе и входивший в состав Марокканской дивизии. Он служил там до августа 1919 года нижним чином. Произведен в капралы, а позднее в сержанты. За героизм при прорыве германской линии обороны (линии Гинденбурга) в сентябре 1918 года французы отметили Малиновского Военным крестом с серебряной звездой, а генерал Дмитрий Щербачёв, желая поощрить русских бойцов, наградил его Георгиевским крестом III степени. Таким образом, он был награждён двумя Георгиевскими крестами, однако о втором награждении Родион не знал.

### Гражданская война
Большинство русских солдат во Франции мечтали вернуться в Россию, а Родион стремился попасть в Красную Армию, чтобы бороться с бывшими «хозяевами жизни», как он их называл. В августе 1919 года с группой солдат Родион в составе русского санитарного отряда под эгидой американского Красного Креста отправился на пароходе из Франции во Владивосток в армию Колчака. Однако до Владивостока они добрались предположительно только в октябре 1919 года, когда его армия уже стремительно отступала и распадалась. Вместе с товарищем Родион уговорил командира их отряда выписать им пропуск до Верхнеудинска. Товарищ Родиона, будучи родом из небольшого посёлка под Верхнеудинском, договорился со своим родственником, и тот помог Родиону добраться по железной дороге до Омска, который был забит отступающими колчаковскими войсками. Дальше Родион Малиновский пробирался самостоятельно: он перебрался на левый берег по льду через р. Иртыш и шёл пешком на запад параллельно железной дороге. Под Омском он был захвачен разъездом красноармейцев и сперва едва не был расстрелян — задержавшие его красноармейцы 27-й стрелковой дивизии обнаружили у него французские награды и книги на французском и сочли его шпионом. Он с трудом уговорил их доставить его в штаб, где ему поверили. Так в ноябре 1919 года Р. Я. Малиновский был зачислен в Красную Армию.
В должности инструктора пулемётного дела 240-го стрелкового полка этой дивизии принял участие в Гражданской войне на Восточном фронте против войск адмирала Колчака. В феврале 1920 года заболел сыпным тифом и лечился в госпиталях Мариинска и Томска. После выздоровления был оставлен в тылу: с мая 1920 — стрелок 137-го отдельного стрелкового батальона обороны железной дороги (Канск), с июня 1920 — курсант школы подготовки младшего комсостава 35-й отдельной стрелковой бригады обороны железной дороги, в августе 1920 назначен начальником пулемёта 137-го отдельного стрелкового батальона обороны железной дороги (Канск).

### Межвоенный период
После гражданской войны в августе 1920 года Малиновский переведён командиром пулемётного расчёта в 246-й стрелковый полк (затем переименован в 3-й Сибирский стрелковый полк) на станции Слюдянка. С декабря 1921 года — начальник пулемётной команды 309-го стрелкового полка (село Покровское в Забайкалье), с августа 1922 года служил на той же должности в 104-м стрелковом полку в Иркутске. С августа 1923 года несколько лет служил в 243-м стрелковом полку 81-й стрелковой дивизии (Иркутск), получивший наименование Медынского помощник командира и с ноября 1923 по октябрь 1927 — командиром стрелкового батальона.
В 1927—1930 годах учился в Военной академии РККА имени М. В. Фрунзе. С мая 1930 по январь 1931 года — начальник штаба 67-го Кавказского кавалерийского полка 10-й кавалерийской дивизии Северо-Кавказского военного округа. С января по февраль 1931 года — помощник начальника 1-го (оперативного) отдела штаба Северо-Кавказского военного округа. С 15 февраля 1931 по 14 марта 1933 года — помощник начальника 3-го сектора 1-го отдела штаба Белорусского военного округа. С 14 марта 1933 по 10 января 1935 года — начальник 2-го сектора того же отдела. С 10 января 1935 по 19 июня 1936 года — начальник штаба 3-го кавалерийского корпуса. При введении персональных воинских званий ему присвоено звание полковник. С 19 июня 1936 года — помощник инспектора кавалерии Белорусского военного округа по оперативной части. В ходе манёвров войск Белорусского военного округа 1936 года был начальником штаба армии «западных».
В январе 1937 — мае 1938 годов полковник Малиновский находился в Испании в качестве военного советника во время испанской Гражданской войны (псевдоним «колонель (полковник) Малино»), где разрабатывал боевые операции против франкистов, за что был награждён двумя советскими орденами.
После возвращения в СССР ему было присвоено воинское звание комбриг 15 июня 1938 года. С сентября 1939 года — старший преподаватель в Военной академии имени М. В. Фрунзе. 4 июня 1940 года присвоено воинские звание генерал-майор. Подготовил кандидатскую диссертацию на тему: «Арагонская операция, март — апрель 1938 года», но защитить её не успел. С марта 1941 года — командир 48-го стрелкового корпуса в Одесском военном округе.

### Великая Отечественная война
Войну встретил в должности командира 48-го стрелкового корпуса Одесского ВО, расположенного в молдавском городе Бельцы. В начале войны, несмотря на отступление, Родион Малиновский сумел сохранить главные силы своего корпуса и проявил хорошие командирские навыки.
В августе 1941 года назначен командующим Резервной армией Южного фронта, и после её переименования 25 августа в 6-ю армию продолжал командовать ею на Южном и Юго-Западном фронтах, во главе армии участвовал в Донбасско-Ростовской оборонительной операции. 25 декабря 1941 года назначен командующим войсками Южного фронта.
Харьковская катастрофа
В январе 1942 года Южный и Юго-Западный фронты отбросили немецкий фронт в районе Харькова на 100 километров в ходе Барвенково-Лозовской операции. Однако в мае 1942 года в том же районе оба этих фронта потерпели сокрушительное поражение в ходе Харьковской операции.
Бои в междуречье Донца и Дона. Оставление Ростова
В июле 1942 года немецкие войска начали генеральное наступление второй летней военной кампании. Поражение Юго-Западного фронта в Воронежско-Ворошиловградской операции обнажило правый фланг Южного фронта. С целью избежать его разгрома, Ставка ВГК приказала Малиновскому отвести Южный фронт на рубеж Денежниково — Трехизбенка — Красный Луч. С большим трудом этот приказ был выполнен, но в дальнейшем ходе Донбасской оборонительной операции противник через линию Юго-Западного фронта вновь вышел в глубокий тыл Южного фронта. Приказ об отводе Южного фронта на рубеж реки Дон был отдан с большим запозданием. При отходе войска потеряли управление и понесли большие потери. Удержать немцев на Дону Южный фронт не смог, группа армий «Юг» с ходу захватила Ростов-на-Дону, форсировала в нескольких местах Дон и практически без паузы начала наступление на Кавказ.
22 июля 1942 войска Южного фронта оставили Ростов-на-Дону. Существует мнение, что Малиновский отвел войска на свой страх и риск, не дождавшись приказа сверху и тем самым спас оставшиеся войска Южного фронта от окружения, которое грозило им после форсирования немцами Северского Донца, но заслужил немилость Сталина. Вскоре, 28 июля, Сталин издал свой знаменитый приказ № 227 «Ни шагу назад!».
Южный фронт был расформирован директивой Ставки ВГК от 28 июля, его войска переданы в Северо-Кавказский фронт, а Малиновский был назначен командующим Донской группой войск этого фронта (12-я, 37-я и 51-я армии), перед которой была поставлена задача оборонять ставропольское направление. Все эти армии были жестоко потрёпаны в предшествующих боях, почти не имели танков, обеспеченность боеприпасами была совершенно мизерной, в небе господствовала немецкая авиация. В этих условиях Донская группа войск не выполнила поставленных перед ней задач — сначала разбить немецкие войска и отбросить их за Дон, затем стойко удерживать рубеж Сальск — Средний Егорлык — Кущёвская, ни упорно оборонять Ворошиловск. Танковые корпуса 1-й немецкой танковой армии глубокими рассекающими ударами по равнинным районам Кубани и Ставрополья при массированной поддержке авиации легко обходили очаги обороны советских войск и уже 3 августа ворвались в Ворошиловск, который практически некому было оборонять. 5 августа также с ходу немцы взяли Невинномысск. Восстановить сплошной фронт обороны за всё время немецкого наступления Малиновскому не удалось и только во второй декаде августа в предгорьях Северного Кавказа немецкое наступление было приостановлено (прежде всего в связи с переброской немецкой 1-й танковой армии на новое направление).
После этого поражения Донская группа войск была расформирована и в августе 1942 года Малиновский был назначен с понижением командующим 66-й армией, действовавшей севернее Сталинграда. С октября 1942 года — заместитель командующего войсками Воронежского фронта.
История с Лариным
С ноября 1942 года — командующий войсками 2-й гвардейской армии. Членом Военного совета армии (с 1 ноября 1942) был назначен дивизионный комиссар И. И. Ларин — личный друг Малиновского с довоенных времён. Зимой 1942 года Ларин застрелился, оставив записку, которая кончалась словами: «Да здравствует Ленин!». Сталин усмотрел в этом демарш и намеревался провести проверку в отношении Малиновского. Однако за Малиновского поручился член Военного Совета фронта Н. С. Хрущев, взявшийся по поручению Верховного Главнокомандующего присматривать за ним.
Котельниковская операция
Войска армии выдвигались на ростовское направление, когда ударная группировка немецкого генерала Манштейна нанесла удар с юга в направлении на Сталинград, имея задачу прорвать советское кольцо окружения вокруг 6-й армии Фридриха Паулюса. Пока заместитель наркома обороны, генерал-полковник Александр Василевский доказывал И. В. Сталину необходимость привлечь армию Малиновского к отражению немецкого удара, Малиновский по собственной инициативе остановил движение армии и развернул её в боевые порядки. Инициативные действия Малиновского и героизм личного состава возглавляемой им армии сыграли большую роль в победе в Котельниковской операции и, как следствие, в победном завершении Сталинградской битвы.
В результате Сталин 2 февраля 1943 года вновь вернул Малиновского на должность командующего войсками Южного фронта. На этом посту завершил Ростовскую операцию, в ходе которой был освобождён Ростов-на-Дону (14 февраля) и немецкие войска вытеснены на рубеж Миус-фронта.
С марта 1943 года командовал войсками Юго-Западного фронта, с октября 1943 года переименованного в 3-й Украинский фронт. На этом посту самостоятельно и во взаимодействии с другими фронтами в период с августа 1943 по апрель 1944 года провёл Изюм-Барвенковскую, Донбасскую, Нижне-Днепровскую, Запорожскую, Днепропетровскую, Никопольско-Криворожскую, Березнеговато-Снигирёвскую, Одесскую наступательные операции. В результате были освобождены Донбасс и вся Южная Украина.
28 апреля 1943 года Малиновскому было присвоено воинское звание генерал армии.
В апреле 1944 года ему довелось освободить свой родной город Одессу. В освобождённой Одессе Малиновский разыскал Михаила Александровича — мужа своей тёти Елены, в семье которых он жил в 1913—1914 гг. Михаил Александрович с трудом узнал в генерале армии Родиона, которого приютил перед 1-й мировой войной.
В мае 1944 года Малиновский был переведён командующим на 2-й Украинский фронт, который вместе с 3-м Украинским фронтом (под командованием Ф. И. Толбухина) продолжил наступление на южном направлении, разгромив войска германской группы армий «Южная Украина» в ходе Ясско-Кишинёвской стратегической операции. После этого Румыния вышла из союза с Германией и объявила последней войну.
10 сентября 1944 года, по представлению представителя Ставки ВГК маршала Советского Союза С. К. Тимошенко на имя Сталина, Малиновскому было присвоено воинское звание «Маршал Советского Союза».
12 сентября 1944 в Москве как представитель Советского Верховного командования от союзных сил подписал Соглашение о перемирии с Румынией. В концу сентября в ходе Бухарестско-Арадской операции войска Малиновского практически полностью освободили от немецких оккупантов практически всю Румынию. Там же ему пришлось выполнять ещё одну сложную задачу по организации взаимодействия со своим бывшим противником — в состав фронта были включены 1-я и 4-я румынские армии.
В октябре 1944 года Малиновский нанёс противнику вторичное жестокое поражение в восточной Венгрии в ходе Дебреценской операции и вышел на ближние подступы к Будапешту. Однако крайне ожесточённая битва за Будапешт затянулась почти на пять месяцев. Сражение отличалось крайней ожесточённостью и драматизмом, обе стороны наносили сильные удары и тут же подвергались мощным контрударам, многие города и рубежи многократно переходили из рук в руки, велики были и потери противостоящих армий. Но в конце концов советским войскам удалось сначала окружить, а потом уничтожить почти 80-тысячную группировку врага в Будапеште. Армия Венгрии практически полностью перестала существовать.
В марте-апреле 1945 года во взаимодействии с войсками Ф. И. Толбухина фронт Р. Я. Малиновского успешно провёл Венскую операцию, по существу ликвидировав немецкий фронт в Австрии. За полный разгром войск противника в этой операции Малиновский удостоен высшего советского полководческого ордена «Победа». Одновременно войска правого крыла его фронта провели Банска-Быстрицкую наступательную операцию в марте 1945 года. В мае 1945 года 2-й Украинский фронт успешно завершил войну участием в Пражской операции.
Закончив Великую Отечественную войну в Австрии и Чехословакии, Родион Малиновский был переведён на Дальний Восток, где в июле 1945 года вступил в командование Забайкальским фронтом. В ходе Маньчжурской стратегической операции советско-японской войны в августе 1945 года войска забайкальского фронта совершенно неожиданно для японского командования нанесли сокрушающий удар крупными силами из пустынных районов Монголии и активно используя крупные танковые и кавалерийские силы с приданными им многочисленными частями усиления в качестве передовых отрядов прорвались через пустыню Гоби и горный хребет Большой Хинган в центральную часть Маньчжурии (Хингано-Мукденская наступательная операция). За 10 дней активных боёв войска фронта прорвались более чем на 800 километров и вышли в глубокий тыл Квантунской японской армии, расчленив её на несколько частей, завершив окружение и сыграв решающую роль в её полном и стремительном разгроме.
Указом Президиума Верховного Совета СССР от 8 сентября 1945 года за личное мужество и умелое руководство фронтами в период разгрома японской Квантунской армии, маршалу Советского Союза Малиновскому Родиону Яковлевичу присвоено звание Героя Советского Союза с вручением ордена Ленина и медали «Золотая Звезда».

### Послевоенный период
После войны Малиновский 11 лет продолжал оставаться на Дальнем Востоке. С сентября 1945 года он командовал войсками Забайкальско-Амурского военного округа.
С мая 1947 года являлся Главнокомандующим войсками Дальнего Востока. После упразднения этого Главного командования, с июня 1953 года — командующий войсками Дальневосточного военного округа.
В марте 1956 года назначен заместителем министра обороны СССР Г. К. Жукова — главнокомандующим Сухопутными войсками СССР. 26 октября 1957 года назначен министром обороны СССР и оставался на этой должности до своей смерти.
На Октябрьском (1957 года) пленуме ЦК КПСС, где обсуждался вопрос о «бонапартизме» Жукова и его выводе из состава ЦК КПСС, выступил с критикой Жукова.
На посту Министра обороны СССР Малиновский, с одной стороны, осуществлял политику наращивания военной мощи, приоритетного развития ракетно-ядерных сил стратегического сдерживания, с другой — выполняя директиву партийного руководства, провёл массовое сокращение Вооружённых сил. Внёс большой вклад в усиление боевой мощи СССР, в стратегическое перевооружение армии.
По неподтверждённым данным, маршал Малиновский дал санкцию генералу Иссе Плиеву на применение войск при подавлении выступления рабочих Новочеркасска в 1962 году. Также в некоторых источниках фигурирует история, что маршал на праздничном приеме 7 ноября 1964 года спровоцировал скандал, заявив Чжоу Эньлаю: «Мы не хотим, чтобы какой то Мао и какой то Хрущев мешали нашим отношениям». Также он якобы добавил маршалу Хэ Луну: «Мы от своего дурачка Хрущева избавились, теперь вы избавьтесь от своего Мао и у нас вновь начнется дружба». Возмущенный китайский премьер ушел с приема и немедленно телеграфировал о случившемся Мао Цзэдуну. Утром 8 ноября 1964 в резиденцию китайской делегации приезжал Л. И. Брежнев с членами Президиума ЦК извиняться, но сам Малиновский при этом никаких наказаний не понес. Представители китайского руководства до 1977 года не посещали СССР. 
В 1966 году у маршала был диагностирован рак поджелудочной железы. Умирал он тяжело, со страшными болями, метастазы проникли уже в кости, однако в госпиталь маршал лёг только после парада 7 ноября 1966 года. Скончался 31 марта 1967 года в Москве. После кремации прах 3 апреля был захоронен у Кремлёвской стены на Красной площади в Москве.

## Политическая жизнь
Родион Малиновский был членом ВКП(б) с 1926 года. С 1952 года — кандидат в члены ЦК КПСС, с 1956 года — член ЦК КПСС.
Бессменный депутат Верховного Совета СССР с 1946 года до конца жизни.

## Семья, личная жизнь, увлечения
С первой женой, Ларисой Николаевной, учительницей французского языка, Малиновский познакомился в Иркутске, и они поженились в августе 1925 года. В 1926 году родился первый сын Геннадий (или Герман) (умер в 1930 году от менингита). В 1929 году родился сын Роберт, впоследствии доктор технических наук; затем в 1934 году родился ещё один сын — Эдуард, впоследствии преподаватель музыки. В ходе Великой Отечественной войны после захвата немецкими войсками Украины мать вывезла обоих сыновей из Киева сначала в Москву, а потом в Иркутск. В июле 1945 года по пути к новому месту службы в Иркутске он забрал семью в свой эшелон, и семья снова соединилась после 4-х лет войны. В 1946 году Малиновский развёлся с Ларисой Николаевной и затем женился на молодой подчинённой, с которой жил вне брака, начиная с 1942 г (см. ниже).
Летом 1942 года генерал Малиновский познакомился с 28-летней вольнослужащей армейского банно-прачечного комбината Раисой Яковлевной Гальпериной (девичья фамилия Кучеренко, 1914 года рождения). В 1944 году Малиновский перевёл Раису к себе в штаб фронта и назначил заведующей столовой Военного совета. После войны они поженились. В 1945 году Раиса была награждена из рук командующего фронтом Малиновского орденом Красной Звезды. В 1946 году в Хабаровске родилась дочь — Наталья, впоследствии филолог-испанист, хранитель архива отца.
Таким образом у Малиновского было пятеро детей — трое родных сыновей (Геннадий/Герман, Роберт и Эдуард), приёмный сын (Герман, сын Раисы Яковлевны, по первому мужу Гальпериной, родившийся в 1936) и родная дочь (Наталья).
По опубликованным данным, Малиновский был единственным крупным советским сухопутным военачальником Великой Отечественной, который свободно разговаривал на нескольких европейских языках. Особенно хорошо владел французским и испанским.
Увлекался игрой в шахматы, составлял шахматные задачи, печатавшиеся в журналах, и участвовал в конкурсах решателей. Любил рыбалку и увлекался фотографией.
После возвращения из Хабаровска в Москву в 1956 году поселился с семьёй в доме № 3 по ул. Грановского (в квартире 95), где жил до конца своей жизни.

## Воинские звания
- Полковник (28 ноября 1935 года);
- Комбриг (15 июня 1938 года);
- Генерал-майор (4 июня 1940 года);
- Генерал-лейтенант (9 ноября 1941 года);
- Генерал-полковник (12 февраля 1943 года);
- Генерал армии (28 апреля 1943 года);
- Маршал Советского Союза (10 сентября 1944 года).

## Награды

### Награды Российской империи
Георгиевский крест IV степени за № 54850 Малиновский получил в свои 16 лет, в начале Первой мировой войны, за мужество, проявленное в боях под Сувалками (ныне территория Польши). По другим данным, свой первый Георгиевский крест он получил за героизм в боях возле Кальварии. Также был награждён Георгиевской медалью 4 степени (№ 1273537).
В сентябре 1918 года, в составе Русского легиона участвует в прорыве укреплений «линии Гинденбурга». Именно в этих боях и отличился ефрейтор Малиновский, за что и получил французскую награду — Военный крест с серебряной звёздочкой. В приказе по дивизии о ефрейторе Родионе Малиновском, пулемётчике 4-й пулемётной роты 2-го полка, было сказано: «Отличный пулемётчик. Особенно отличился во время атаки 14 сентября, обстреливая из пулемёта группу неприятельских солдат, оказавших упорное сопротивление. Не обращая внимания на опасность губительного артиллерийского огня неприятеля».
За тот же подвиг Малиновский был награждён и генералом Белой армии. Генерал от инфантерии Д. Г. Щербачёв, назначенный 16 июня 1919 года адмиралом Колчаком своим военным представителем при союзных правительствах и союзном верховном командовании и получивший право награждать русских военных, находившихся за пределами России, через десять дней после своего назначения созывает Георгиевскую думу «для рассмотрения подвигов гг. офицеров, сражавшихся в русских частях на французском фронте» и в приказе № 7 от 4 сентября 1919 года объявляет о награждении 17 солдат и офицеров Русского легиона Георгиевскими наградами «за оказанные ими подвиги на французском фронте». Седьмым в списке значится ефрейтор Родион Малиновский, награждённый Георгиевским крестом III степени. Вот как описывается этот подвиг в приказе Д. Г. Щербачёва: «В бою 14 сентября 1918 г. при прорыве „линии Гинденбурга“ личным примером храбрости, командуя взводом пулемётов, увлёк за собой людей, прорвал[ся] в промежутке между укреплёнными гнёздами противника, утвердился там с пулемётами, чем способствовал решительному успеху по овладении сильно укреплённой траншеи 3-й линии, „линии Гинденбурга“».
Об этой награде Р. Я. Малиновский так и не узнал: в момент издания приказа он уже воевал, как и многие его однополчане по Русскому легиону, после возвращения на родину на Дальнем Востоке в составе Красной армии.

### Награды СССР
- Дважды Герой Советского Союза (8 сентября 1945 № 9041, 22 ноября 1958 № 49)
- орден «Победа» (№ 8 — 26 апреля 1945)
- пять орденов Ленина (17 июля 1937, 6 ноября 1941, 21 февраля 1945, 8 сентября 1945, 22 ноября 1948)
- три ордена Красного Знамени (22 октября 1937, 3 ноября 1944, 15 ноября 1950)
- два ордена Суворова I степени (28 января 1943, 19 марта 1944)
- орден Кутузова I степени (17 сентября 1943)
- медаль «За оборону Сталинграда»
- медаль «За оборону Кавказа»
- медаль «За оборону Одессы»
- медаль «За победу над Германией в Великой Отечественной войне 1941—1945 гг.»
- юбилейная медаль «Двадцать лет Победы в Великой Отечественной войне 1941—1945 гг.»
- медаль «За взятие Будапешта»
- медаль «За взятие Вены»
- медаль «За победу над Японией»
- медаль «XX лет Рабоче-Крестьянской Красной Армии»
- медаль «30 лет Советской Армии и Флота»
- медаль «40 лет Вооружённых Сил СССР»
- наградное оружие — 7,65-мм пистолет «Browning» обр. 1922 года № 250277[47]

### Иностранные награды
Югославия:
- Народный герой Югославии (27 мая 1964) — за высокопрофессиональное командование войсками и героизм проявленный в борьбе против общего врага, за заслуги в развитии и укреплении дружественных отношений между вооружёнными силами СССР и вооружёнными силами СФРЮ[48]
- Орден Партизанской звезды 1-й степени (1956)

 МНР:
- Орден Сухэ-Батора (1961)
- Орден Боевого Красного Знамени (1945)
- Медаль «25 лет Монгольской народной революции» (1946)
- Медаль «За победу над Японией» (1946)

 Чехословакия:
- Орден Белого льва 1-й степени (1945)
- Орден Белого льва «За Победу» 1 степени (1945)
- Чехословацкий Военный крест 1939—1945 годов (1945)
- Дукельская памятная медаль (1959)
- Медаль «20 лет Словацкому Национальному Восстанию» (1965)

 Франция:
- Великий офицер ордена Почётного легиона (1945)
- Военный крест 1914—1918 годов с серебряной звездой (1916)
- Военный крест 1939—1945 годов с пальмовой ветвью (1945)

 США:
- Орден «Легион почёта» степени Главнокомандующего (1946)

 Китайская Республика:
- Орден Облаков и Знамени 1-го класса (1946)

 КНДР:
- Орден Государственного флага 1-й степени (1948)
- Медаль «40 лет освобождения Кореи» (1985, посмертно)

 Румыния:
- Орден Михая Храброго 1-го, 2-го, 3-го классов (4 августа 1945)[49]

 СР Румыния:
- Орден «Защита Отечества» 1-й, 2-й и 3-й степеней (1950)
- Медаль «За освобождение от фашизма» (1950)

 ВНР:
- Орден Венгерской свободы (1946)
- Орден Заслуг Венгерской Республики 1 степени (1947)
- два ордена Заслуг ВНР 1 степени (1950 и 1965)

 Индонезия:
- Орден «Звезда Республики Индонезии» 2 степени (1963)
- Орден «Звезда доблести» (1962)

 НРБ:
- Медаль «20 лет Болгарской Народной Армии» (1964)

 Китай:
- Медаль «Китайско-советской дружбы» (КНР) (1956)

 Марокко:
- Большая лента ордена Военных заслуг (1965)

 Мексика:
- Крест Независимости[уточнить] (1964)

 ГДР:
- Медаль «Братство по оружию» 1 степени (1966)

## Сочинения
- Малиновский Р. Я. Солдаты России. — М.: Воениздат, 1988. — 455 с. — ISBN 5-203-00102-2 (автобиографический роман, посвящённый судьбе экспедиционного корпуса Русской армии во Франции в 1916—1919 годах).
- Малиновский Р.Я Захаров М.В. Будапешт. Вена. Прага. Историко-мемуарный труд. — М.: Наука, 1965. — 384 с. — 18 000 экз.
- Малиновский Р. Я. Натиск второй гвардейской. // Битва за Сталинград. 4-е изд. — Волгоград: Нижне-Волжское книжное издательство, 1973.
- Малиновский Р. Я. 2-й Украинский фронт в борьбе за освобождение Чехословакии. // Военно-исторический журнал. — 1960. — № 5. — С.11-25.

## Память

### Россия
- В память о маршале Малиновском названы улицы в Москве (улица Маршала Малиновского), Архангельске[50], Волгограде, Хабаровске, Ростове-на-Дону, Инкермане,Воронеже, Тамбове, Тюмени, Омске, Красноярске и Нижнем Новгороде.
- В Хабаровске, в центральном парке, в 2003 году установлен бюст Малиновского.
- В честь Р. Я. Малиновского названа гора Малиновского на острове Итуруп[51].

### Украина
- В Одессе в память о Р. Я. Малиновском:
  - названа улица города;
  - в начале улицы Преображенской установлен бюст[52][53];
  - в школе № 64 создан музей его имени.
  - ему и войскам 3-го Украинского фронта, освободившим от фашистов Одессу 10 апреля 1944 года, посвящена часть экспозиции Одесского историко-краеведческого музея.
  - Имя Р. Я. Малиновского высечено на Стене почёта на Театральной площади.
    - до 2023 года имя уроженца Одессы Р. Я. Малиновского носил административный район города, переименованный в рамках закона декоммунизации.
- В память о маршале Малиновском названы улицы в Киеве, Днепре, Никополе, Харькове.

### Прочее
- В 1967 году приказом Министра обороны СССР имя маршала Малиновского было присвоено Военной академии бронетанковых войск в Москве (в 1998 году вошла в состав Общевойсковой академии Вооружённых сил Российской Федерации).
- В Брно (Чехия) на площади имени Малиновского (Malinovského náměstí) установлен его бюст.
- Памятный знак в селе Смородино Запорожской области.[54]
- Имя Р. Я. Малиновского носила 10-я гвардейская танковая Уральско-Львовская ордена Октябрьской Революции, Краснознамённая, орденов Суворова и Кутузова добровольческая дивизия.
- Памятник маршалу Малиновскому открыт 25 сентября 2021 года в селе Стари-Теков в Нитрянском крае на западе Словакии.[55]
- Самолет Airbus A350-900 авиакомпании Аэрофлот с бортовым номером RA-73152 носит имя Р. Я. Малиновского.

## Фильмы
- 1948 — «Третий удар» — роль исполнил Владимир Головин.
- 1981 — «Через Гоби и Хинган» — роль исполнил Всеволод Ларионов.
- 1993 — «Серые волки» — роль исполнил Евгений Быкадоров.
- «Родион Малиновский» в цикле «Маршалы Сталина», Студия «Галакон» для телеканала «Звезда», (38 минут), 2015[56].
- «Маршалы Победы» (1 серия), Студия «Галакон» для «Первого канала», (52 минуты), 2015[57].
- В сериале «Первая мировая война» (2014, Первый канал) один из центральных персонажей повествования — молодой Родион Малиновский.

## Оценки и мнения
Как-то я заприметил, что маршалы Жуков и Малиновский повадились ловить рыбу с Рублёвской плотины. Интересно то, что они никогда не рыбачили там вместе. Жуков подъезжает — Малиновский сворачивает удочки. И наоборот. Видимо, крепко не любили друг друга.— из воспоминаний Михаила Смиртюкова, управляющего делами Совета министров СССР
Когда Жуков узнал, что снят Хрущёвым с поста министра обороны, то спросил: «А кого назначили?» — «Малиновского». — «Ну, это ещё ничего, а то я подумал — Фурцеву». Сам Хрущёв так охарактеризовал Малиновского в своих воспоминаниях: «Конечно, общесоюзный и мировой авторитет Малиновский имел ниже, чем Жуков. С другой стороны, маршал Малиновский отлично зарекомендовал себя во время войны и был не случайной личностью в военной сфере. Жукову в личном плане он уступал по энергии, напористости, обладая спокойным, несколько медлительным характером. Но он не уступал ему по вдумчивости».
Генерал Тюленев свидетельствовал: «Особой антипатией за свою прямоту пользовался у Берии и его помощников генерал Р. Я. Малиновский…»
О Малиновском имеется известный анекдот: некий полковник написал в Министерство обороны жалобу на то, что зимой полковники имеют право носить папаху, а в летней форме одежды ничем от прочих старших офицеров не отличаются. Министр наложил ироничную резолюцию: Разрешить просителю носить папаху и летом.